# Medicina molecular
Medicina Molecular é uma ampla área de conhecimento, que consiste basicamente no uso de técnicas físicas, químicas, biológicas e médicas para descrever mecanismos e estruturas moleculares, identificar anomalias moleculares e genéticas causadoras de doenças, bem como desenvolver intervenções para corrigi-las. Sua perspectiva enfatiza, tanto na descrição quanto no tratamento, os fenômenos celulares e moleculares, em contraponto ao foco conceitual da medicina tradicional, que alcança o nível dos órgãos.
Em novembro de 1949, com o artigo Sickle Cell Anemia, a Molecular Disease, na revista Science, Linus Pauling, Harvey Itano e parceiros lançaram as bases para o estabelecimento da medicina molecular. Em 1956, Roger J. Williams escreveu Biochemical Individuality, um livro sobre genética, prevenção e tratamento de doenças em bases moleculares, bem como a nutrição, que passa a ser vista como campo da medicina. O trabalho, pioneiro, veio a ser confirmado por obras posteriores, sobretudo com o advento da medicina ortomolecular. Outro artigo na Science por Paulingem 1968 introduziu um novo ponto de vista sobre a medicina molecular com ênfase no tratamento e prevenção de doenças através do uso de nutrientes e substâncias naturais.
O progresso da pesquisa na área foi lento até que, nos anos 70, a revolução biológica introduziu novas técnicas e aplicações.
A medicina molecular ainda é uma nova disciplina científica nas universidades européias. Combinando estudos médicos contemporâneos com o campo da bioquímica, é oferecida uma ponte entre os dois assuntos. Atualmente, apenas algumas universidades oferecem esta cadeira. O médico graduado com esta especialidade pode optar por várias carreiras clínicas e acadêmicas.

## Temas
Os temas centrais centrais são relacionados à bioquímica incluem o estudo dos genes, proteínas, pesquisas sobre câncer,imunologia, biotecnologia e outros. Em algumas universidades, a medicina molecular é combinada com outras disciplinas como a química, funcionando como um estudo adicional para enriquecer o programa de graduação.

## Ver Também
- Bioquímica
- Química Clínica
- Ciências da Vida
- Química Medicinal
- Física Médica
- Metabolômica
- Biologia Molecular
- Medicina Nuclear
- Patologia
- Virologia

## Nota
- Este artigo foi inicialmente traduzido, total ou parcialmente, do artigo da Wikipédia em inglês cujo título é «Molecular medicine», especificamente desta versão.